# Listă de reprezentativi ai Camerei Reprezentanților SUA din teritoriul Arizona
Această pagină este o listă completă a membrilor Camerei Reprezentanților a Statelor Unite ale Americii din teritoriul Arizona, precum și a delegaților fără drept de vot din Arizona înaintea dobândirii statutului de stat al Uniunii.  Arizona a fost admisă în Uniune la 14 februarie 1912.  
| Reprezentant / Delegat       | Partid politic | District | Ani                                | District home | Note                                                         |
| ---------------------------- | -------------- | -------- | ---------------------------------- | ------------- | ------------------------------------------------------------ |
| Coles Bashford               | Independent    | Delegat  | 1867 – 1869                        |               |                                                              |
| Curtis Coe Bean              | Republican     | Delegat  | 1885 – 1887                        |               |                                                              |
| John Goulder Campbell        | Democrat       | Delegat  | 1879 – 1881                        |               |                                                              |
| Ralph Henry Cameron          | Republican     | Delegat  | 1909 – 1912                        |               |                                                              |
| John Bertrand Conlan         | Republican     | 4th      | 1973 – 1977                        |               |                                                              |
| Samuel G. Coppersmith        | Democrat       | 1st      | 1993 – 1995                        |               |                                                              |
| Lewis W. Douglas             | Democrat       | At-large | 1927 – 1933                        |               |                                                              |
| Karan English                | Democrat       | 6th      | 1993 – 1995                        |               |                                                              |
| Jeff Flake                   | Republican     | 1st      | 2001 – 2003                        |               |                                                              |
| Jeff Flake                   | Republican     | 6th      | 2003 – prezent                     |               | Viitorul ales                                                |
| Trent Franks                 | Republican     | 2nd      | 2003 – prezent                     |               | Viitorul ales                                                |
| Gabrielle Giffords           | Democrat       | 8th      | 2007 - prezent                     |               | Viitorul ales                                                |
| John Noble Goodwin           | Republican     | Delegate | 1865 – 1867                        |               |                                                              |
| Isabella Selmes Greenway     | Democrat       | At-large | 1933 – 1937                        |               |                                                              |
| Raúl M. Grijalva             | Democratic     | 7th      | 2003 – prezent                     |               | Viitorul ales                                                |
| Richard F. Harless           | Democrat       | At-large | 1943 – 1949                        |               |                                                              |
| Carl Hayden                  | Democrat       | At-large | 1912 – 1927                        |               |                                                              |
| J. D. Hayworth               | Republican     | 6th      | 1995 – 2003                        |               |                                                              |
| J. D. Hayworth               | Republican     | 5th      | 2003 – 2007                        |               |                                                              |
| Jim Kolbe                    | Republican     | 5th      | 1985 – 2003                        |               |                                                              |
| Jim Kolbe                    | Republican     | 8th      | 2003 – 2007                        |               |                                                              |
| Jon Kyl                      | Republican     | 4th      | 1987 – 1995                        |               |                                                              |
| John McCain                  | Republican     | 1st      | 1983 – 1987                        |               |                                                              |
| Richard Cunningham McCormick | Unionist       | Delegate | 1869 – 1875                        |               |                                                              |
| Harry Mitchell               | Democrat       | 5th      | 2007 - prezent                     |               | Viitorul ales                                                |
| James Francis McNulty, Jr.   | Democratic     | 5th      | 1983 – 1985                        |               |                                                              |
| John R. Murdock              | Democratic     | At-large | 1937 – 1949                        |               |                                                              |
| John R. Murdock              | Democratic     | 1st      | 1949 – 1953                        |               |                                                              |
| Nathan Oakes Murphy          | Republican     | Delegate | 1895 – 1897                        |               |                                                              |
| Granville Henderson Oury     | Democratic     | Delegate | 1881 – 1885                        |               |                                                              |
| Ed Pastor                    | Democratic     | 2nd      | 1991 – 2003                        |               |                                                              |
| Ed Pastor                    | Democratic     | 4th      | 2003 – present                     |               | Viitorul ales                                                |
| Harold A. Patten             | Democratic     | 2nd      | 1949 – 1955                        |               |                                                              |
| Charles Debrille Poston      | Republican     | Delegate | 1863 – 1865                        |               |                                                              |
| Rick Renzi                   | Republican     | 1st      | 2003 – present                     |               | Viitorul ales                                                |
| John Jacob Rhodes            | Republican     | 1st      | 1953 – 1983                        |               |                                                              |
| John Jacob Rhodes III        | Republican     | 1st      | 1987 – 1993                        |               |                                                              |
| Eldon D. Rudd                | Republican     | 4th      | 1977 – 1987                        |               |                                                              |
| Matt Salmon                  | Republican     | 1st      | 1995 – 2001                        |               |                                                              |
| George Frederick Senner, Jr. | Democratic     | 3rd      | 1963 – 1967                        |               |                                                              |
| John B. Shadegg              | Republican     | 4th      | 1995 – 2003                        |               |                                                              |
| John B. Shadegg              | Republican     | 3rd      | 2003 – present                     |               | Viitorul ales                                                |
| Marcus Aurelius Smith        | Democratic     | Delegate | 1887 – 1895                        |               |                                                              |
| Marcus Aurelius Smith        | Democratic     | Delegate | 1897 – 1899                        |               |                                                              |
| Marcus Aurelius Smith        | Democratic     | Delegate | 1901 – 1903                        |               |                                                              |
| Marcus Aurelius Smith        | Democratic     | Delegate | 1905 – 1909                        |               |                                                              |
| Sam Steiger                  | Republican     | 3rd      | 1967 – 1977                        |               |                                                              |
| Hiram Sanford Stevens        | Democratic     | Delegate | 1875 – 1879                        |               |                                                              |
| Bob Stump                    | Democratic     | 3rd      | 1977 – 1983                        |               |                                                              |
| Bob Stump                    | Republican     | 3rd      | 1983 – 2003                        |               |                                                              |
| Mo Udall                     | Democratic     | 2nd      | 2 mai 1961 – 4 mai 1991            |               | Și-a dat demisia datorită înrăutățirii stării sănătății sale |
| Stewart Lee Udall            | Democratic     | 2nd      | 3 ianuarie 1955 – 18 ianuarie 1961 |               |                                                              |
| John Frank Wilson            | Democratic     | Delegate | 1899 – 1901                        |               |                                                              |
| John Frank Wilson            | Democratic     | Delegate | 1903 – 1905                        |               |                                                              |